# Prvenstvo Splitskog nogometnog podsaveza 1921./22.
| Poredak | Klub             | Utakmica | Pobjeda | Neodlučeno | Poraza | Postigli golova | Primili golova | Gol-razlika | Bodova |
| ------- | ---------------- | -------- | ------- | ---------- | ------ | --------------- | -------------- | ----------- | ------ |
| 1.      | HNK Hajduk Split | 6        | 6       | 0          | 0      | 30              | 1              | +29         | 12     |
| 2.      | Borac            | 6        | 3       | 0          | 3      | 7               | 13             | -6          | 6      |
| 3.      | Uskok            | 6        | 2       | 0          | 4      | 5               | 20             | -15         | 4      |
| 4.      | Split            | 6        | 1       | 0          | 5      | 10              | 18             | -8          | 2      |

| Prvenstva Splitskog nogometnog podsaveza | Prvenstva Splitskog nogometnog podsaveza |
| --- | ---------------------------------------- |
| |                                          |
| 1920. • 1920./21. • 1921. • 1921./22. • 1922./23. • 1924. • 1924./25. • 1925. • 1926. • 1927. • 1928. • 1929. • 1930. • 1931. • 1932. • 1933. • 1935. • 1936. • 1937. • 1937./38. • 1938./39. • 1939./40. • 1940./41. • |                                          |

| Prvenstva Splitskog nogometnog podsaveza | Prvenstva Splitskog nogometnog podsaveza |
| --- | ---------------------------------------- |
| |                                          |
| 1920. • 1920./21. • 1921. • 1921./22. • 1922./23. • 1924. • 1924./25. • 1925. • 1926. • 1927. • 1928. • 1929. • 1930. • 1931. • 1932. • 1933. • 1935. • 1936. • 1937. • 1937./38. • 1938./39. • 1939./40. • 1940./41. • |                                          |